# Радвилович, Александр Юрьевич

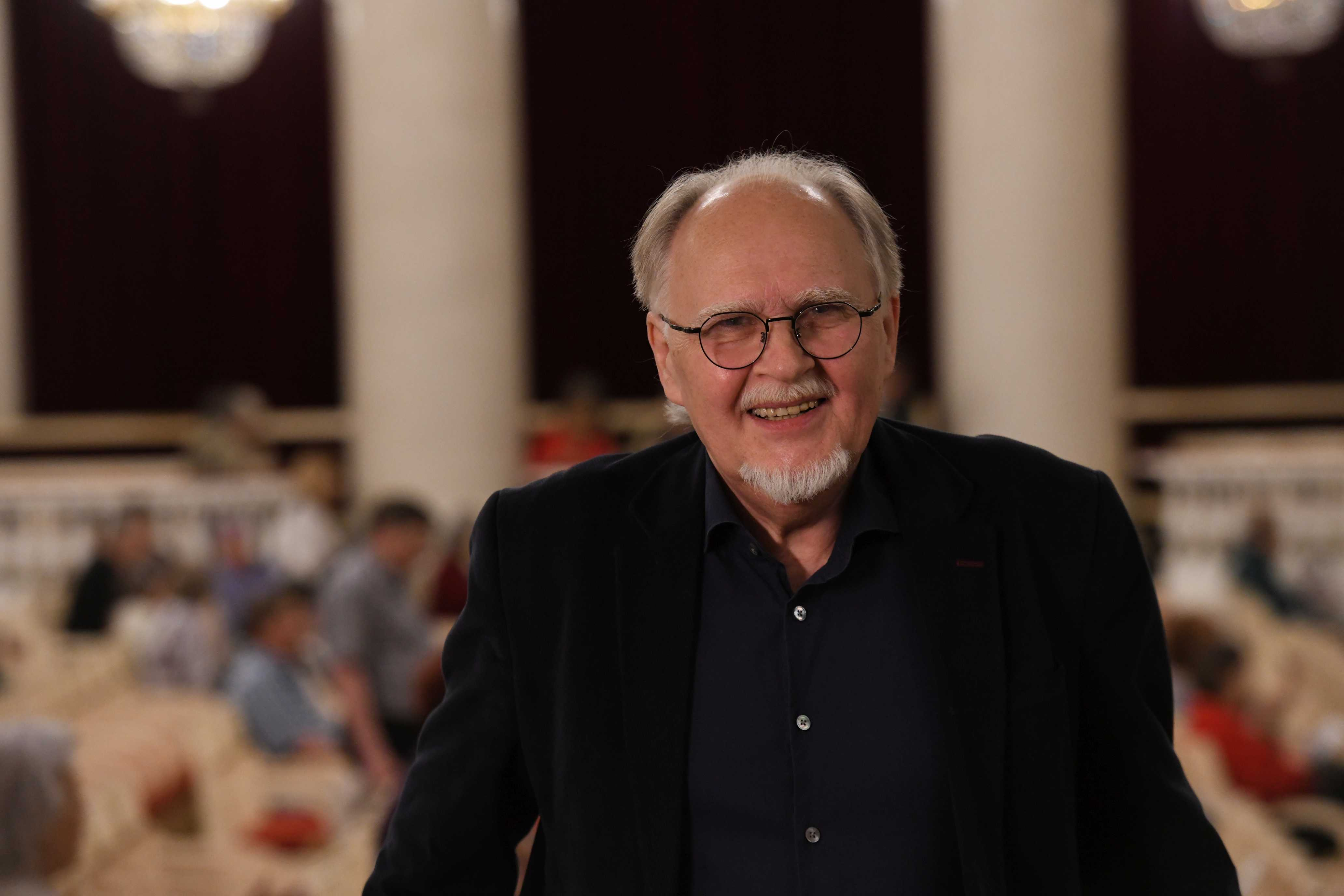
Radvilovich Alexander composer

Александр Юрьевич Радвилович (28 февраля 1955, Ленинград – наст.время) — российский композитор, музыковед, музыкальный педагог, профессор Санкт-Петербургской консерватории. Художественный руководитель международного фестиваля новой музыки «Звуковые пути»(1989-2021), который во многом повлиял на развитие современной музыки в Санкт-Петербурге. Главной идеей фестиваля было преодоление культурной самоизоляции страны и интеграция российской музыки в общеевропейский и мировой культурный контекст.

## Биография
Радвилович начал заниматься музыкой под руководством отца в возрасте 4 с половиной лет. В 1962—1973 гг. учился в Средней специальной музыкальной школе при консерватории в классах фортепиано Н.П. Щемелиновой, В.Я. Кунде и И.А. Браудо. Там с 1968 года начал писать музыку под руководством В.Г. Арзуманова. В Ленинградской консерватории учился с 1973 по 1978 год по композиции у С.М. Слонимского, по инструментовке у Б.И. Тищенко. Большое влияние на становление личности композитора оказало общение с музыковедом Л.Г. Ковнацкой. Позднее стажировался на мастер-курсах в Польше, Нидерландах и Германии у Витольда Лютославского, Брайана Фернехоу, Тон де Лееува, Пауля-Хайнца Диттриха, Богуслава Шеффера и других.
Член Союза композиторов (1984), член Правления Союза композиторов Санкт-Петербурга (1991—2011 и с 2021). Президент Творческой ассоциации «Звуковые пути» (1993).
Основатель (1989) и художественный руководитель Международного фестиваля новой музыки «Звуковые пути» / Sound Ways (1989—2021). С начала 1990-х гг. гастролировал как пианист и художественный руководитель ансамбля «Звуковые пути», читал лекции и доклады о проблемах современной музыки в российских и зарубежных высших учебных заведениях, преподавал на мастер-курсах в городах России, в Великобритании, Германии, Китае, Монголии, Нидерландах, Северной Македонии, США, Украине. Первый российский композитор, преподававший на Международных летних курсах в Дармштадте (1992). Член жюри российских и зарубежных международных композиторских конкурсов, председатель жюри Международного композиторского конкурса им. Сергея Слонимского (СПб) и Международного конкурса «Звуковые пути» в Шанхае.
Музыкальный редактор издательств «Композитор» (1982—1992) и «Лань» (1996—2007). С 1998 г. работает в Петербургской консерватории. Кандидат искусствоведения (2007), доцент (2009), профессор (2015). Автор ряда музыковедческих и критических статей. Книга «Инструментарий новой музыки» опубликована в Германии (LAM-Verlag, 2009, Саарбрюккен).

## Семья
Жена — Родионова Ирина Яковлевна (род. 1954) — музыковед, кандидат искусствоведения. Автор исторического сайта Петербургской филармонии.
Дочь — Радвилович Ольга Александровна, сценарист (род. 1978).

## Премии и награды
Лауреат конкурса «Юность, творчество, мастерство» (Ленинград, 1989).
Дипломант международного конкурса королевы Мари-Хосе (Женева, 1992).
Лауреат Международной премии Иоганна Венцеля Стамица (Эсслинген, 1998).
Стипендиат Министерства культуры РФ в номинации МАСТЕР (1997, 1999, 2000, 2015).
Стипендиат Российского Авторского Общества (2006—2011).
«Персона года» в номинации «Композиторы» (Газета «Музыкальное обозрение», М, 2007)
Диплом газеты «Музыкальное обозрение» в номинации «Фестиваль года» за художественное руководство ХХIX-м международным фестивалем новой музыки «Звуковые пути» (Москва, 2017)
Премия Правительства Санкт-Петербурга в области литературы и искусства (2021)
Премия Министерства культуры РФ «Преподаватель года» в области культуры и искусства (2023)

## Основные сочинения
Камерная опера «Такая жизнь»(1998) на тексты Даниила Хармса, 4 симфонии, 5 симфонических поэм, камерная симфония «Пушкин», 3 инструментальных концертов — для клавесина, для английского рожка, для скрипки, антиутопия «Большой Брат»(2005), вокально-инструментальные страсти «Иуда»(2021), кантаты «Сияние тьмы» и «Из времен Рюрика».
Мировые премьеры произведений Александра Радвиловича проходили в Австрии, Великобритании, Германии, Дании, Испании, Италии, Норвегии, США, на Украине, Финляндии, Швейцарии, Швеции и России.

## Хронологический список сочинений
Пять русских песен для фортепиано (1973—1974)
Музыка для флейты и ударных (1975)
Элегия для камерного оркестра (1975)
«Грустные песни» для сопрано и фортепиано на стихи Леопольда Стаффа (1976)
Поэма для скрипки с оркестром (1976)
Три песни для женского хора на тексты старинных французских песен Посв. И. Родионовой (1976)
Симфония № 1 для симфонического оркестра и мужского хора. Текст Катри Валы (1977)
Sotto voce, три пьесы для фортепиано (1976—1980)
«Египетские песни» на древнеегипетский тексты для смешанного хора (1978), редакция 2020
«Плач по Озирису» для сопрано и смешанного хора (1978)
Соната для фортепиано (1982)
Четыре стихотворения Р. М. Рильке для баритона и фортепиано (1982)
Вокальный цикл на стихи А. Блока для тенора, скрипки и фортепиано (1983)
«Легенда о скрипаче» — симфоническая поэма (1984)
«Легенда о скрипаче» — сказка для чтеца и симфонического оркестра по сказке Гурама Петриашвили (1984)
«Невероятные истории» для чтеца и трех гитар (или фортепиано) на тексты Дональда Биссета (варианты на русском, английском и немецком яз.) (1984) Версия для чтеца и оркестра (2008)
Элегия и серенада для двух гитар (1985)
Ария для трубы и органа (1985)
Концерт для английского рожка и струнного оркестра (1986)
Версия для сопранового саксофона (1993)
Драматические фанфары для трех труб и ударных (1987)
«Ленинградские песни» для смешанного хора на тексты Б. Окуджавы, А. Кушнера, В. Шефнера и С. Маршака (1987)
Камерный концерт для клавесина и струнных. Памяти отца (1987)
Симфония No 2 для симфонического оркестра (1989)
«Перевернутый мир» — восемь интермедий для сопрано, баритона, скрипки и клавесина на немецкие народные тексты в переводах И. Эренбурга (1990)
«О музыкантах, о дирижере и о себе», фантазия для струнного оркестра (1990)
Pater noster для баритона и органа (1991)
De profundis temporum, четыре псалма для двух фортепиано (1991/1992)
Flehen / «Мольба», композиция для фортепианного квартета (1992)
Композиция для скрипки соло. Посв. М. Бёттхер (1992)
Baltic Music для квинтета медных духовых, колоколов, органа и поющей публики (1992)
«Галоши счастья» для чтеца и фортепиано в четыре руки по сказке Х. К. Андерсена (1993)
Verlorgegangener Brief («Потерянное послание») для гобоя, виолончели и фортепиано (1994)
Spiegel / «Зеркала» для кларнета и скрипки (1994)
Se(a)iten композиция для фортепиано (1994)
Music For Three / «Mузыка для троих» для кларнета, скрипки и фортепиано (1994)
Flautissimo для сопрановой, альтовой и басовой флейт. Посв. Карин Левайн (1994)
«Через Стикс» для пяти флейт (Picc, Grand, Alt, Bass, C-bass) и ударных (1995) Версия для четырех флейт (Picc, Grand, Alt, Bass) и ударных (1997)
Splitter vom Kreuz («Осколки креста»), размышления для двух чтецов, квинтета медных духовых, органа и колоколов на тексты Иоханнеса Йордана (на немецком языке) (1995)
«Пифия» для скрипки и фортепиано. Посв. А. Савиной (1996)
Brave New World («О, дивный новый мир») для фортепиано по прочтению романа Олдоса Хаксли (1997)
Der Lesende («Читающий») — вокальная поэма для сопрано и камерного ансамбля на слова Р. М. Рильке (на немецком языке) (1997)
«Пушкин», камерная симфония в пяти эпиграфах для 12 музыкантов (1998)
Flamme(r), концертный этюд для фортепиано (1999)
«Лабиринт» для двух фортепиано (1999)
«Лента Мёбиуса» для бас-кларнета, контрабаса и фортепиано (1999)
Прелюдия и хорал BACH — DSCH для фортепиано (2000)
BACH-DSCH, музыка букв для гобоя и пяти облигатных инструментов (2000)
«Давай писать сказку», мини-опера для двух солистов и смешанного хора на слова Даниила Хармса (2001)
Sinfonia sacra для смешанного хора, валторны, скрипки, баяна и ударных Посв. И. Родионовой (2001)
Cadenzi concertanti для флейты, кларнета и камерного ансамбля (2001)
Götter Dämmerung, постлюдия памяти Джузеппе Верди для ансамбля (2001)
«Сфинкс» для баяна и фортепиано (2002)
«Помеха», мини-опера для трех солистов и камерного ансамбля на текст Даниила Хармса (2003)
«Зеркальная музыка» для камерного ансамбля (2004)
«Клаустрофобия», поэма для симфонического оркестра (2004)
«Мальчик у Христа на елке» для струнного квартета, ударных и аудиозаписи по рассказу Ф. Достоевского (2004)
«Сны Пьеро» для пяти музыкантов (2005)
Секвенция памяти Лучано Берио для женского хора, ударных и струнного оркестра (2006)
Концерт для скрипки, струнного оркестра и ударных. Посв. А. Савиной (2007)
«Улыбка классика» для фортепиано. Посв. С. Слонимскому (2007)
«Большой Брат», антиутопия для баритона, баса-профундо (в виде записи), двух чтецов и ансамбля на тексты Дж. Оруэлла, Е. Замятина, О. Хаксли и Г. Гессе. (2007), оркестровая версия (2008)
«ИУДА», страсти для трех солистов, хора и оркестра на текст Евангелия Иуды и повести Леонида Андреева «Иуда Искариот» (2008)
«Лесная музыка» для женского хора (2008)
«Код универсума», концертный этюд для фортепиано (2008)
«Мечты русалочки» для блок-флейт, саксофона и ударных (2009)
«Музыка на уход души» для симфонического оркестра (2010)
ЧЕХОВЪ-симфония (Симфония № 3) для оркестра (2010)
«Чайковский. Итальянские каникулы», фантазия для оркестра (2011)
Симфония № 4 для малого оркестра и поющей публики (2011)
«Предчувствие зимы» для басовой флейты, английского рожка и бас-кларнета (2011)
Dramma per musica для девяти музыкантов (2012)
L’éclat des ténèbres («Сияние тьмы»), камерная кантата для меццо-сопрано и ансамбля на слова Тристана Тцара (на французском языке) (2013)
Musica lugubre для фортепиано и ансамбля (2014)
SHOAH для ансамбля (2015)
«Галоши счастья» для чтеца и оркестра по сказке Х. К. Андерсена. (2016, оркестровая версия)
«Альпийский реквием» для усиленного вокального квартета, фортепиано и ударных на литургические латинские тексты (2016—2017)
«Про Нильса и Мартина» для женского хора (2017)
«Под дождем» для женского хора и дирижера под зонтом (2018)
«Витгенштейн», интермеццо для фортепиано и малого барабана (2018)
«Уходя в туман» для кларнета и ансамбля. Посв. В. Арзуманову (2019)
«В те дни, когда в садах лицея…» для флейты, кларнета, скрипки, виолончели и фортепиано (2019)
3G для трио гитар (2020)
Траурно-триумфальные фанфары для симфонического оркестра (2020)
Marcia funebre для оркестра (2020)
«Линии Скарданелли» для кларнета и ансамбля (2021)
«Такая жизнь», камерная опера в двух действиях по стихам и прозе Даниила Хармса и материалам допросов поэта. (2021)
«Чумная колонна» для флейты, кларнета/бас-кларнета, скрипки, виолончели и фортепиано (2022)
«Очень страшная музыка» для симфонического оркестра (2023)
«Пять песен странника» для сопрано, скрипки и фортепиано на стихи средневековых японских поэтов. Посв. В. Арзуманову. (1973, 2023)

## Оркестровки и инструментальные версии
С. Прокофьев — «Сказки старой бабушки» (1987)
Дж. Россини — «Музыкальные вечера» (1989)
Н. Черепнин — «Маска красной смерти», музыка балета по Эдгару По. (1994)
С. Слонимский — «Прощание с другом». Версия для женского голоса и инструментального ансамбля (1997)
Г. Уствольская — Трио для кларнета, скрипки фортепиано. Версия для 11 инструментов (2011)
Ф. Шуберт — Два марша: Траурный марш памяти Александра I, Торжественный марш на воцарение Николая I (2017)
Р. Штраус — Malven для сопрано и оркестра (2019)
П. Чайковский — «Детский альбом» для оркестра (2024)

## Изданные произведения
1. Соната для фортепиано // Сб. Фортепианные произведения советских композиторов, вып. 10. Л. Музыка.1988
2. Восемь колыбельных для глупого мышонка // Сб. Сонатины и вариации для фортепиано вып. 8. Л., Советский композитор, 1990
3. «Легенда о скрипаче», симфоническая поэма. Л., Музыка. 1990
4. Het Sprookje van het Domme Muisje (8 колыбельных для глупого мышонка). Amsterdam, 1990
5. Камерный концерт для клавесина и струнных. Л., Советский композитор. 1991
6. Time and Again Stories для чтеца и трех гитар по сказкам Д. Биссета. // Columbus, USA. Edition Orfee. 1991
7. De profundis temporum, четыре псалма для двух фортепиано. СПб; Композитор. 1992
8. Композиция для скрипки соло. СПб; Композитор. 1993
9. Sa(e)iten, композиция для фортепиано. СПб; Ut. 1995
10. Пьесы для фортепиано в 4 руки «На балу», «Разбойничья песня» // Сб. Петербургский альбом. СПб; Северный олень. 1998
11. «Мечты юного поэта» для фортепиано в 4 руки. // Сб. Петербургский альбом. СПб; Северный олень. 1999
12. Три песни для женского хора на тексты народных французских песен. // Сб. Хоровые произведения a cappella для женского хора. Вып. 1. СПб; Композитор. 2001
13. «Галоши счастья» и другие музыкальные сказки. Авторский сборник пьес для фортепиано в 2 и 4 руки. // СПб; Лань. 2001
14. «Пушкин», камерная симфония в пяти эпиграфах. // СПб; Композитор. 2005
15. Sinfonia sacra для смешанного хора и инструментального ансамбля. // СПб; Композитор. 2007
16. Секвенция памяти Лучано Берио для женского хора, струнного оркестра и ударных. // СПб; Композитор. 2008
17. Концерт для скрипки, струнного оркестра и ударных. // СПб; Композитор. 2008
18. «Ночь белая» из цикла «Ленинградские песни» для смешанного хора на стихи Б. Окуджавы. // В сборнике «Петербургские бисы» СПб; Композитор. 2009
19. ИУДА. Страсти для солистов, хора и оркестра. // СПб; Композитор. 2010
20. ЧЕХОВЪ-симфония (Симфония № 3) для оркестра. // СПб; Композитор. 2012
21. «Сны Пьеро» для пяти музыкантов. // СПб; Композитор. 2015.
22. Waldes Musik (Лесная музыка) для женского хора. // СПб; Композитор. 2015
23. L’éclat des ténèbres [Сияние тьмы], камерная кантата для меццо-сопрано и ансамбля на слова Тристана Тцара. // СПб; Edition reMusik. 2017
24. «Галоши счастья» для чтеца и симфонического оркестра. // СПб; Композитор. 2021
25. «Такая жизнь», камерная опера в двух действиях по стихам и прозе Даниила Хармса и материалам допросов поэта. // СПб; Композитор. 2022
26. «Три хора на бис» (Лесная музыка. Под дождем. Про Нильса и Мартина) для женского хора без сопровождения // Сб. «Я — композитор», вып. 2. СПб; Композитор. 2023

## Музыковедческие работы
1. Радвилович А. Ю. Похвальное слово Дармштадту. // М.; Музыкальная жизнь. 1993, май
2. Radwilowitsch A. Religiöse Motive: zu einem speziel¬len Phänomen der neuen Musik in Russ-land // MusikTexte. Zeitschrift für neue Musik. Mainz, Heft 83. (2000 März). S. 17-21.
3. Радвилович А. Приложение к учебнику М. Чулаки «Инструменты симфонического оркестра». // СПб; Композитор, 2005. ISBN 5-7379-0282-X
4. Радвилович А. Ю. В сторону от оркестра. // Критика, публицистика, страницы истории. К Х-летию кафедры музыкальной критики Санкт-Петербургской государственной консерватории. // Санкт-Петербургская государственная консерватория, СПб. 2006. С. 67-75.
5. Радвилович А. Ю. Как долго надо жить в России? // М.; Музыкант — классик. 2006, № 12
6. Радвилович А. Ю. Следы прикосновений // М.; Музыковедение. 2007, апрель
7. Радвилович А. Ю. В поисках нового фортепиано. // М.; Музыкальная жизнь. 2007, апрель
8. Радвилович Александр. Инструментарий новой музыки. Монография // Saarbrücken; LAMBERT Academic Publishing. 2011. ISBN 978-3-8433-1449-7
9. Радвилович А. Ю. Вступительная статья, научная редакция и дополнения А. Радвиловича к 4-му изданию Таблиц по Инструментоведению Л. Мальтера // СПб; Композитор. 2014.
ISBN 978-5-7379-0753-2
10. Радвилович А. Ю. Эдгар Варез и Рихард Штраус: к истории взаимоотношений. // Статья в сб. Рихард Штраус и его время. Ред.-сост. Н. А. Брагинская СПбГК им. Римского-Корсакова. — СПб, Скифия-принт, 2017. ISBN 978-5-98620-234-1
11. Александр Радвилович. Лютославский: к истории неизданной монографии Д. Гвиздалянки и К. Мейера на русском языке. // В сб. статей по материалам международной конференции Русско-польские музыкальные связи/ ред.-сост. Н. А. Брагинская, СПбГК им. Римского-Корсакова, Польский институт в СПб, Скифия-принт, 2018. ISBN 978-5-98620-299-0
12. Радвилович А. Ю. О расширенной трактовке струнно-смычковых инструментов. Сравнительный анализ струнных квартетов Gran torso Хельмута Лахенмана и Black Angels Джорджа Крама. // Статья в сб. СПбГК им. Римского-Корсакова. «Очерки по вопросам оркестровки и музыкальной композиции». Редактор-составитель Е. Ш. Давиденкова-Хмара. //СПб. Саратов. 2020. ISBN 978-5-00-140650-1
13. Александр Радвилович. Современная музыка Германии в Санкт-Петербурге и мировая премьера музыкально драмы Ф. Й. Херферта «Не напрасно» по «Архипелагу ГУЛАГ» А. Солженицына. // Сборник авторских статей о малоизвестных страницах петербургской музыкальной культуры НЕМЕЦКИЕ МУЗЫКАНТЫ В ГОРОДЕ НА НЕВЕ. Проект немецкого фонда Гартов (Гамбург) и СПб консерватории, 2022. ISBN 978-907573-71-0
Статья на русском стр. 336—341.
Статья на немецком: Alexander Radwilowitsch. Deutsche zeitgenössische Musik in St. Petersburg und Welturaufführung des Musikdramas «Nicht umsonst» von F. J. Herfert nach «Der Archipel GULAG» von A. Solschenizyn. S. 342—347 там же
14. Александр Радвилович. От редактора. Вступительная статья к монографии. Редакция русского текста. Данута Гвиздаланка — Кшиштоф Мейер. Витольд Лютославский

## Дискография
Waldes Musik («Лесная музыка»).
Женский хор Санкт-Петербургского музыкального колледжа им. Римского-Корсакова. Художественный руководитель и дирижер Сергей Екимов.
CD Петербургский альбом. Издательство «Композитор — Санкт-Петербург» 2010.
Концерт для скрипки, струнного оркестра и ударных.
«Мелодия». MEL CO 0861_2 CD Звуковой обзор-2, 2/3, 2021
Станислав Малышев (скрипка), Камерный оркестр «Новая музыка» центра современной музыки Софьи Губайдулиной, дирижер — Анна Гулишамбарова
3G for three guitars. CD Rosengard Guitar Trio. MOMENTS. Gateway music 2023 (Denmark)

## Интервью и публикации
Гульнур Губайдулина. Если пришел — говори. Музыкальная академия Выпуск № 8 (621) 1990
Александр Радвилович. О репинском варианте Дармштадта и кое о чем другом. Музыкальная академия Выпуск № 6 (631) 1991

Александр Радвилович. Памяти композитора Галины Уствольской. Как долго надо жить в России? 2007
Радвилович А. Ю. Автореферат кандидатской диссертации «Инструментарий новой музыки камерных жанров второй половины XX века: на примере творчества зарубежных композиторов 1960—1980 гг.» на сайте электронной библиотеки диссертаций, 2007
Von Marschgetöse bis zu Klangfantasien. Heilbronn — «Perspektiven»- Konzert mit Alexander Radwilowitsch in den Städtischen Museen. Von Lothar Heinle 9.6.2009
Елена Наливаева. Русские в Лос-Анджелесе. Статья в газете «Играем с начала» № 5 (32) 19.05. 2015
Александр Радвилович. Культурный человек должен интересоваться современным искусством. Газета «Музыкальное обозрение» 21.11.2016
Юбилей Александра Радвиловича. Газета «Музыкальное обозрение» 27.02.2020
Jessica Riemer. Bibliographie der Rilke-Vertonungen
Джоэван де Маттос Кайтано. Русская музыка в Дармштадте (По архивным материалам) Музыкальная академия. Выпуск № 2 (778) 2020
Евгений Авдеев. Интервью с Александром Радвиловичем. «Звуковые пути» закрывать нельзя, потому что такого фестиваля больше нет. 2021
Александр Радвилович о будущем фестиваля «Звуковые пути». Газета «Музыкальное обозрение» 30.01.2023

## Видеоинтервью
Александр Радвилович. Начало времени композиторов, выпуск 8.
Александр Радвилович. Музыка, рожденная сегодня
Александр Радвилович. Профессор кафедры композиции СПб консерватории
Александр Радвилович. Интервью с ХХIX международного фестиваля «Звуковые пути» 
Культурная реакция. Композитор Александр Радвилович. 16.11.2021
Александр Радвилович. Дьердь Лигети. Лекция в музитории Петербургской филармонии
Александр Радвилович. Новая музыка. Поколение 1955. Лекция в музитории Петербургской филармонии 6.06.2023